# Puccinellia pamirica
Puccinellia pamirica är en gräsart som först beskrevs av Roman Julievich Roshevitz, och fick sitt nu gällande namn av Lev Melkhisedekovich Kreczetowicz, Pavel Nikolaevich Ovczinnikov och Anna Prokofevna Czukavina. Puccinellia pamirica ingår i släktet saltgrässläktet, och familjen gräs. Inga underarter finns listade i Catalogue of Life.